# Tyriograptis elegantella
Tyriograptis elegantella är en fjärilsart som beskrevs av Pierre E.L. Viette 1955. Tyriograptis elegantella ingår i släktet Tyriograptis och familjen praktmalar, Oecophoridae. Inga underarter finns listade i Catalogue of Life.